# Marcell Salzer

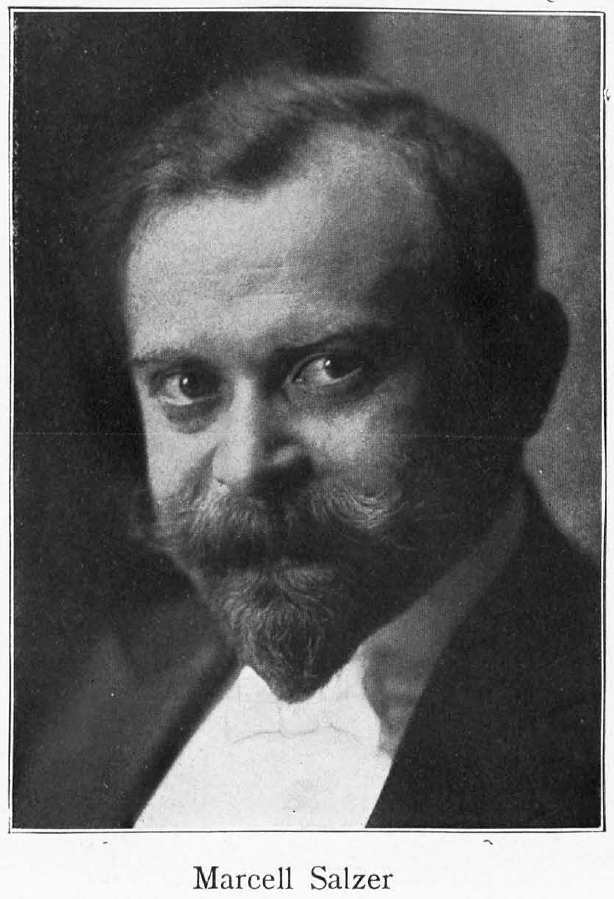
Marcell Salzer (1907 of vroeger)

Marcell Salzer, geboren als Moritz Salzmann (Sankt Johann an der March, 27 maart 1873 - Berlijn, 17 maart 1930) was een Oostenrijks voordrachtskunstenaar van Slowaakse herkomst. 
Salzer was koopman en trad "tussen de schuifdeuren" op voor familie en vrienden. Zijn ambitie lag niet in het zakenleven en toen hij vernam dat Ernst von Wolzogen in Berlijn een cabaretgezelschap wilde oprichten liet hij alles in de steek om daaraan deel te nemen. Salzer werd aangenomen en trad tot de sluiting in 1902 op in "Kabarett Überbrettl".  De Groothertog van Mecklenburg-Strelitz nam de populaire cabaretier op 15 maart 1913 op in zijn  Orden für Kunst und Wissenschaft. Salzer ontving het Ereteken in Goud.
Salzer was Jood maar liet zich Evangelisch dopen. Zijn grote begaafdheid was het imiteren van Duitse regionale accenten en dialecten.   
Zijn grootste successen waren "Willys Werdegang“ en "Erlebnisse eines böhmischen Fremdenführers“. 

## Film
In 1927 trad Marcell Salzer op in de film "Das Mädchen mit den fünf Nullen". 